# Đà Lạt

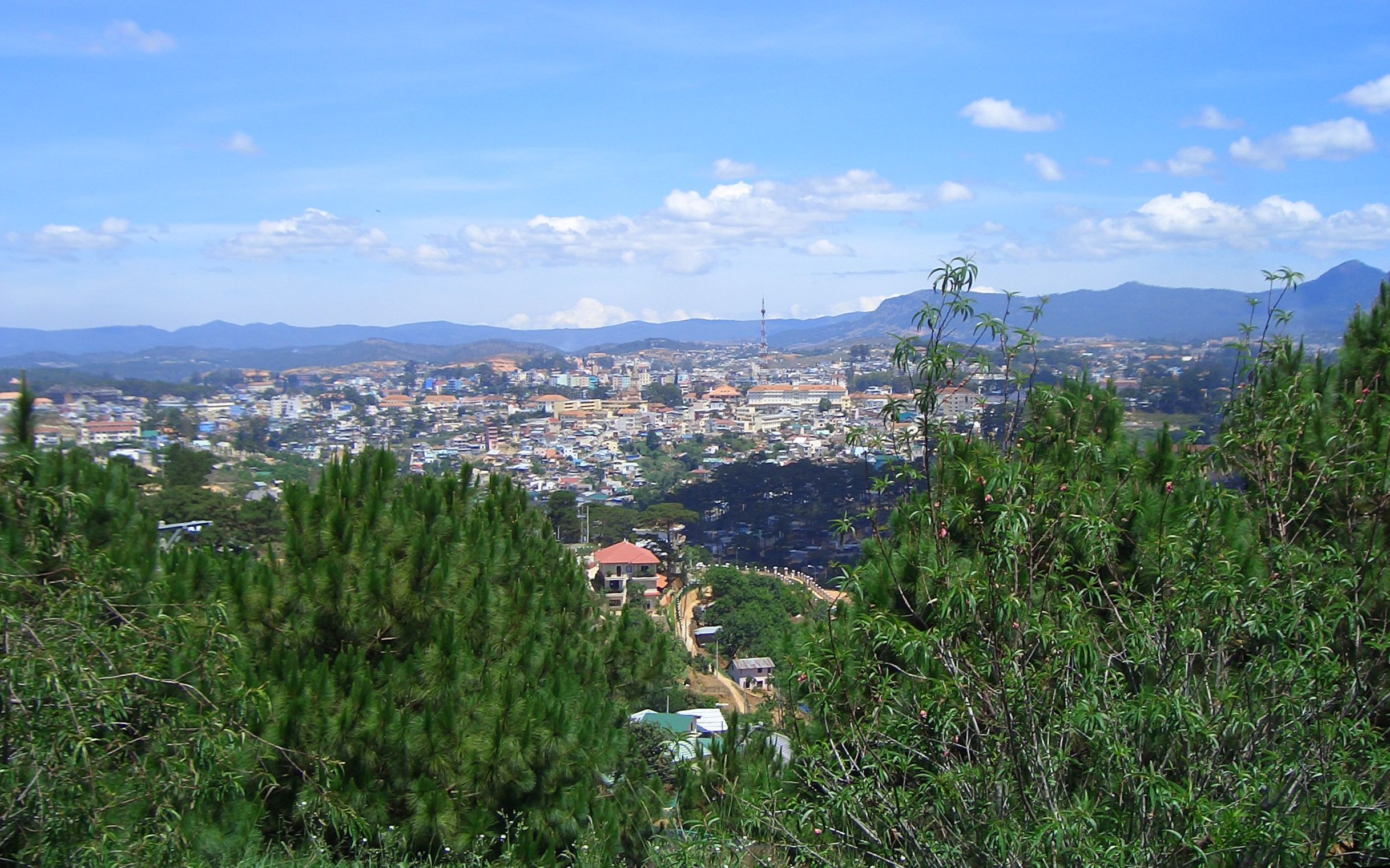
Vy över Đà Lạt.

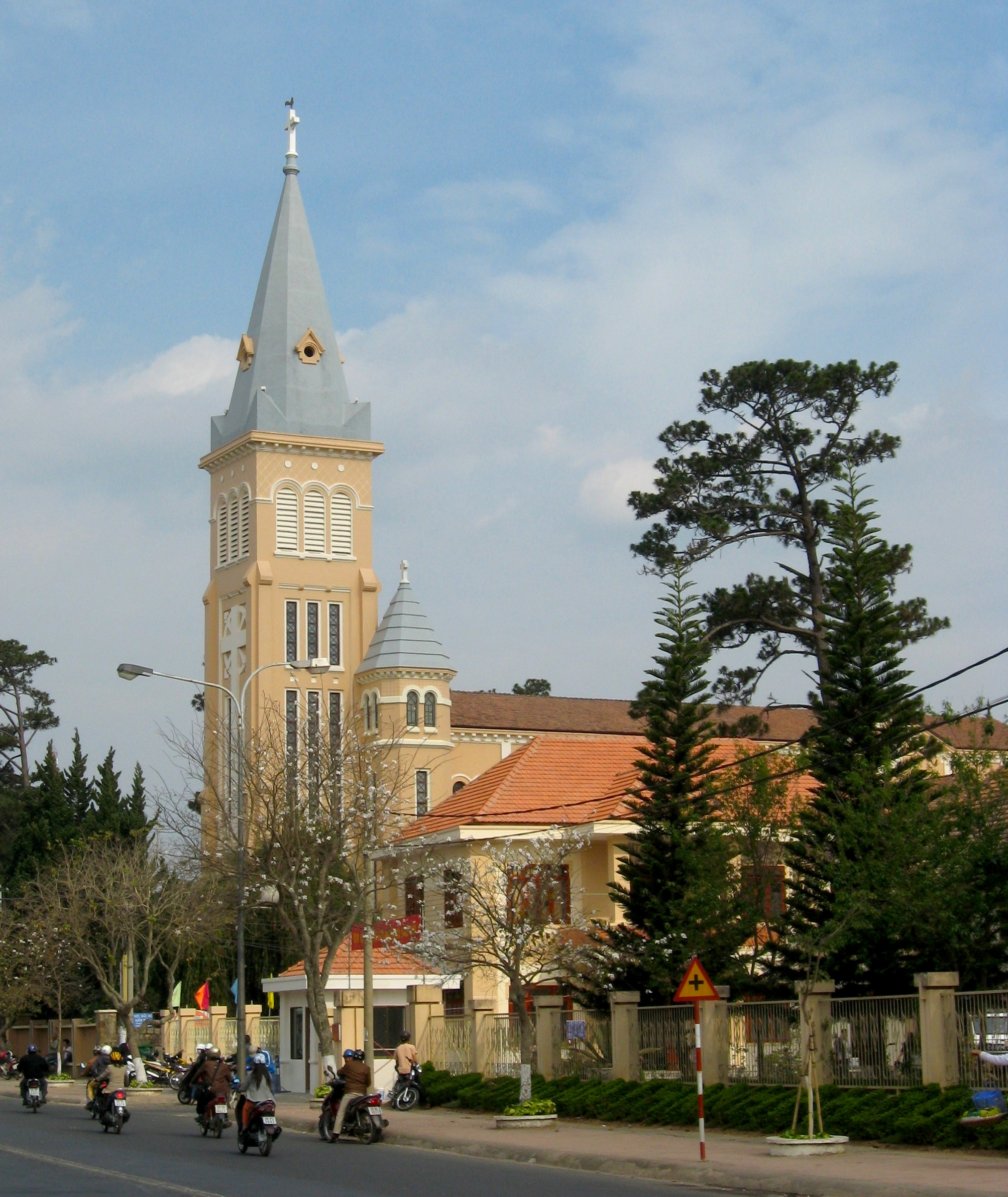
Đà Lạt

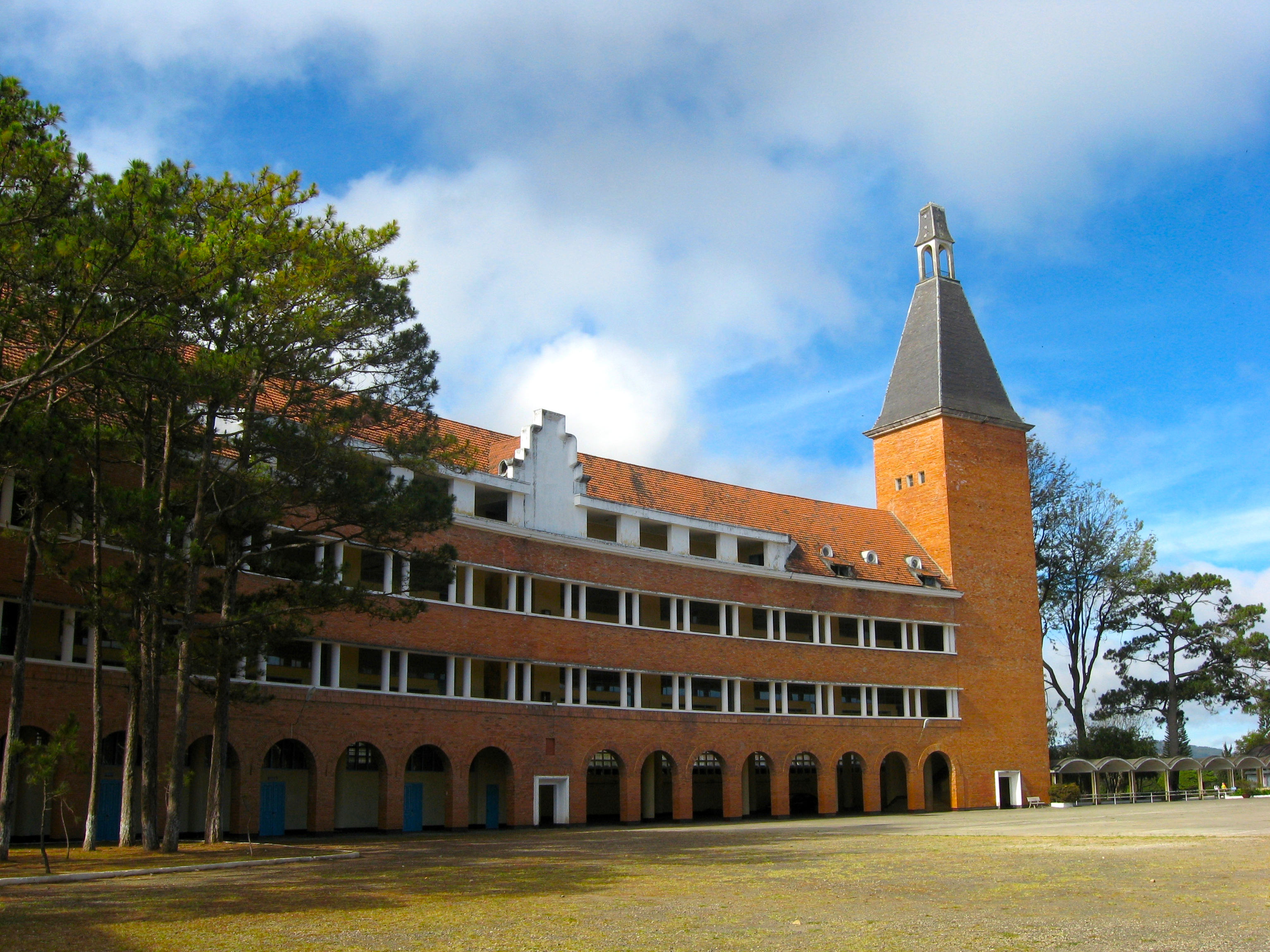
Đà Lạt

Đà Lạt (på vietnamesiska Đà Lạt) är en stad i Vietnam och är huvudstad i provinsen Lam Dong. Folkmängden uppgick till 205 287 invånare vid folkräkningen 2009, varav 184 755 invånare bodde i själva centralorten.
Klimatet är svalt vilket är en orsak till att flera universitet och kloster är belägna här, och har även givit staden dess smeknamn Den eviga vårens stad. Grönsaks- och blomodling är viktiga näringsgrenar och produkterna exporteras över hela södra Vietnam. Viktigast för ekonomin är turismen, cirka 300 000 inhemska turister söker sig hit varje år, bland annat många par på smekmånad. Staden är högt belägen, med många små vindlande gator. Centralt ligger Xuan Huong-sjön med anlagda trädgårdar och mycket verksamhet som är riktad mot turister. Sjön anlades 1919 i samband med att en damm byggdes. Den är uppkallad efter en vietnamesisk poet, känd för sin kritik mot hyckleri och sociala konventioner.
Det svala klimatet lockade tidigt européer till området. Alexandre Yersin var en av de första, redan 1893. Staden grundades 1912 och blev välbesökt av fransmännen som en tillflykt undan värmen i södra Vietnam. Under Vietnamkriget kom staden att klara sig undan attacker i större utsträckning på grund av en uppgörelse mellan de stridande. Träning av Sydvietnams armé pågick samtidigt som Viet Congs soldater vilade upp sig i närheten. Staden föll för nordvietnamesiska styrkor 3 april 1975.
Flera utbildningscenter finns i Đà Lạt, det mest kända är Đà Lạts universitet med 1 200 studenter. Det öppnades 1957, då som ett katolskt universitet. Vid det kommunistiska maktövertagandet stängdes det för att åter öppnas två år senare, då kontrollerat av staten.